# Nayomi Buikema
Nayomi Buikema (Groningen, 5 mei 2004) is een Nederlands voetbalster die uitkomt voor Ajax in de Eredivisie.

## Clubcarrière
Op 28 maart 2021 maakte ze haar debuut in de hoofdmacht van sc Heerenveen. De daarop volgende twee seizoenen werd ze een vaste waarde in het basiselftal van de Friezen. Na drie seizoenen verliet ze club om vanaf de zomer van 2023 uit te komen voor PEC Zwolle. Ze ondertekende een contract voor twee seizoenen.
Buikema speelde anderhalf seizoen voor de PEC Zwolle. Op 4 februari 2025 maakte ze de overstap naar competitiegenoot Ajax.

### Carrièrestatistieken
| Seizoen                        | Club            | Land            | Competitie         | Competitie | Competitie | Beker | Beker | Internationaal | Internationaal | Overig | Overig | Totaal | Totaal |
| Seizoen                        | Club            | Land            | Competitie         | Wed.       | Dlp.       | Wed.  | Dlp.  | Wed.           | Dlp.           | Wed.   | Dlp.   | Wed.   | Dlp.   |
| ------------------------------ | --------------- | --------------- | ------------------ | ---------- | ---------- | ----- | ----- | -------------- | -------------- | ------ | ------ | ------ | ------ |
| 2020/21                        | sc Heerenveen   | Nederland       | Vrouwen Eredivisie | 5          | 0          | –     | 0     | –              | –              | 1      | 0      | 6      | 0      |
| 2021/22                        | sc Heerenveen   | Nederland       | Vrouwen Eredivisie | 18         | 0          | 2     | 0     | –              | –              | –      | –      | 20     | 0      |
| 2022/23                        | sc Heerenveen   | Nederland       | Vrouwen Eredivisie | 19         | 1          | 2     | 0     | –              | –              | –      | –      | 21     | 1      |
| 2023/24                        | PEC Zwolle      | Nederland       | Vrouwen Eredivisie | 22         | 1          | 1     | 0     | –              | –              | –      | –      | 23     | 1      |
| 2024/25                        | PEC Zwolle      | Nederland       | Vrouwen Eredivisie | 12         | 0          | 0     | 0     | –              | –              | 0      | 0      | 10     | 0      |
| 2024/25                        | Ajax            | Nederland       | Vrouwen Eredivisie | 1          | 0          | 0     | 0     | –              | -              | 0      | 0      | 0      | 0      |
| Carrière totaal                | Carrière totaal | Carrière totaal | Carrière totaal    | 75         | 2          | 5     | 0     | 0              | 0              | 1      | 0      | 80     | 2      |
| Bijgewerkt tot 5 februari 2025 |                 |                 |                    |            |            |       |       |                |                |        |        |        |        |